# Ford Thames

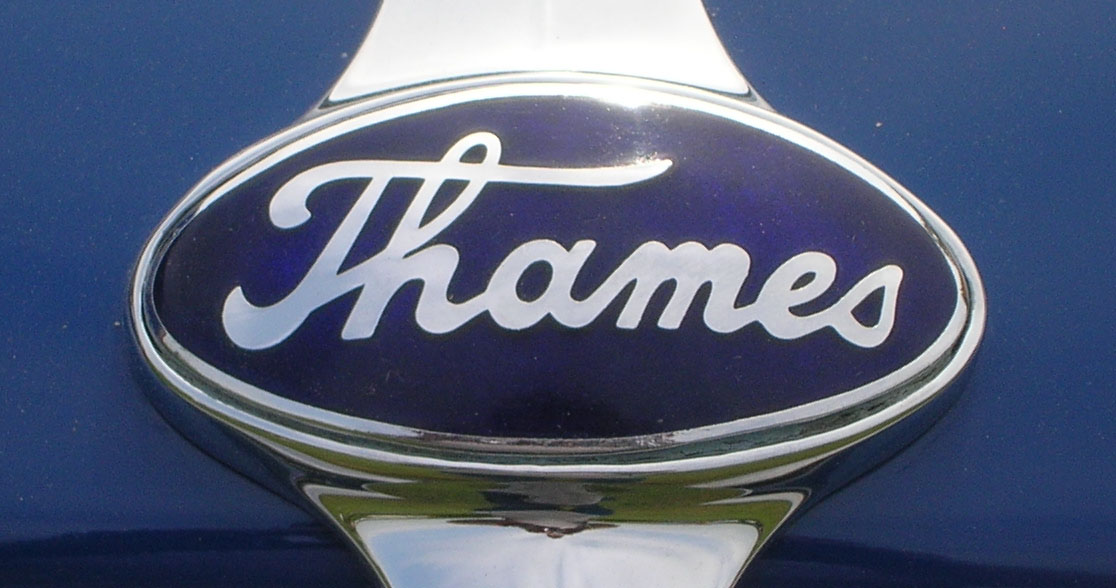
Een variatie op de vele verschillende merken, hier slechts "Thames"

De merknamen Ford Thames, Fordson Thames en simpelweg Thames werd tussen 1939 en 1957 gebruikt voor vrachtwagens die door de Britse tak van de Ford Motor Company werden gemaakt.

## Fordson
De merknaam Fordson werd voor het eerst gebruikt voor tractors. Dit kwam voort uit het feit dat door W. Baer Ewing en Paul W. Ford de Ford Tractor Company werd opgericht, na (ware) geruchten dat Ford ook tractors ging produceren. Paul W. Ford was geen familie en was zover bekend enkel naamgever voor deze firma. Men hoopte allicht uitgekocht te worden door Henry Ford, maar deze besloot de naam Fordson te gebruiken.

## Fordson Thames

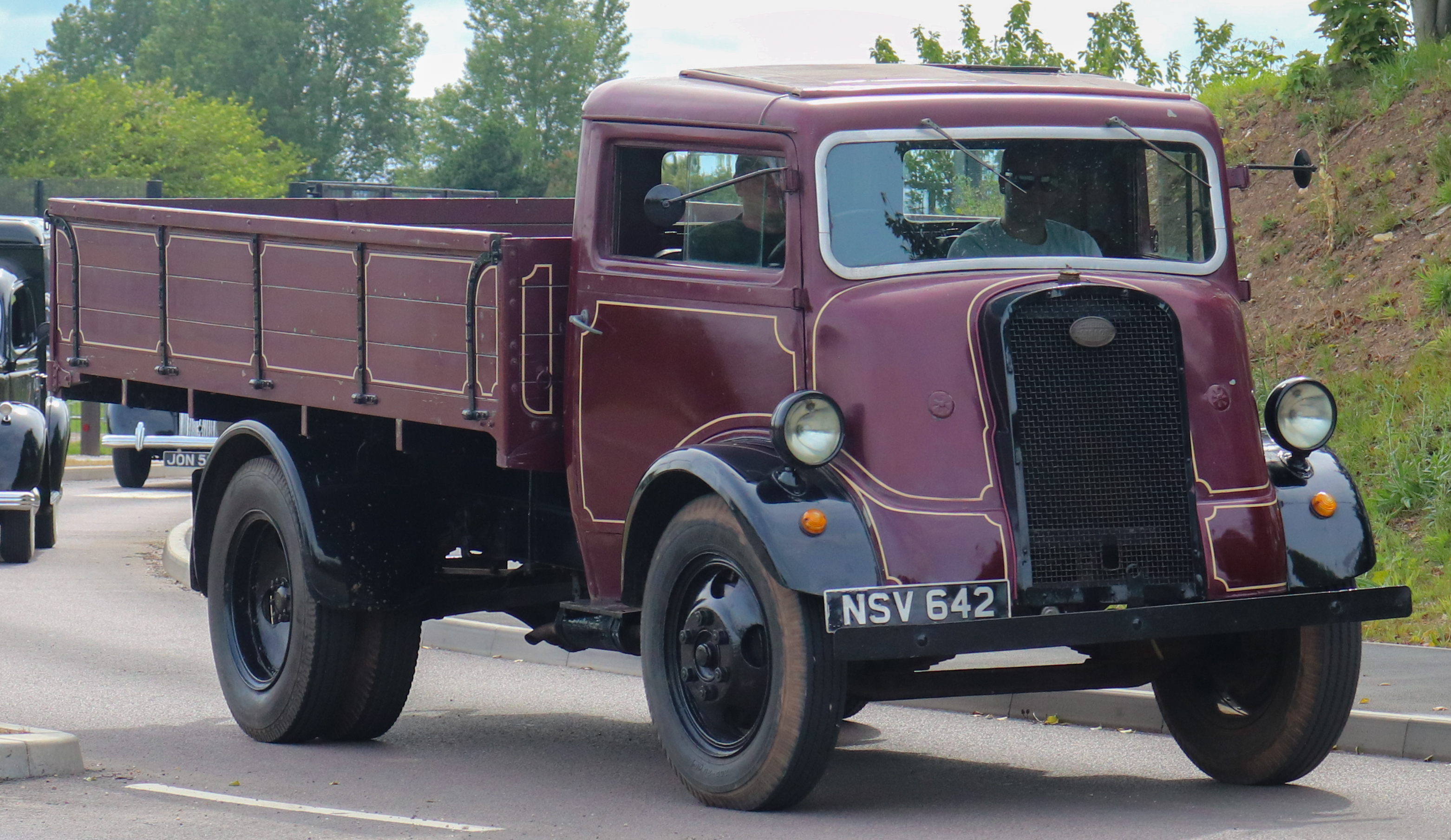
Fordson Thames 7V

In 1926 werden voor het eerst vrachtwagens met de merknaam Fordson aangeboden. Vanaf 1939 kwam de eerste Fordson Thames op de markt, ditmaal door de Britse tak, die wellicht het Britse karakter van deze voertuigen wou onderstrepen (en zoals Ford Duitsland ook deed met bijvoorbeeld de Ford Köln). Deze voertuigen werden aanvankelijk gelijktijdig ook als Ford Thames op de markt gebracht.
Vanaf 1949 werden de commerciële voertuigen van Ford of Britain enkel als Fordson Thames op de markt gebracht. Men bouwde ook voertuigen voor het Britse leger, zoals de Fordson Thames E4. In 1957 kwam een einde aan het gebruik van de merknaam Fordson Thames. Vanaf dat moment heten de voertuigen Ford Thames.

## Ford Thames

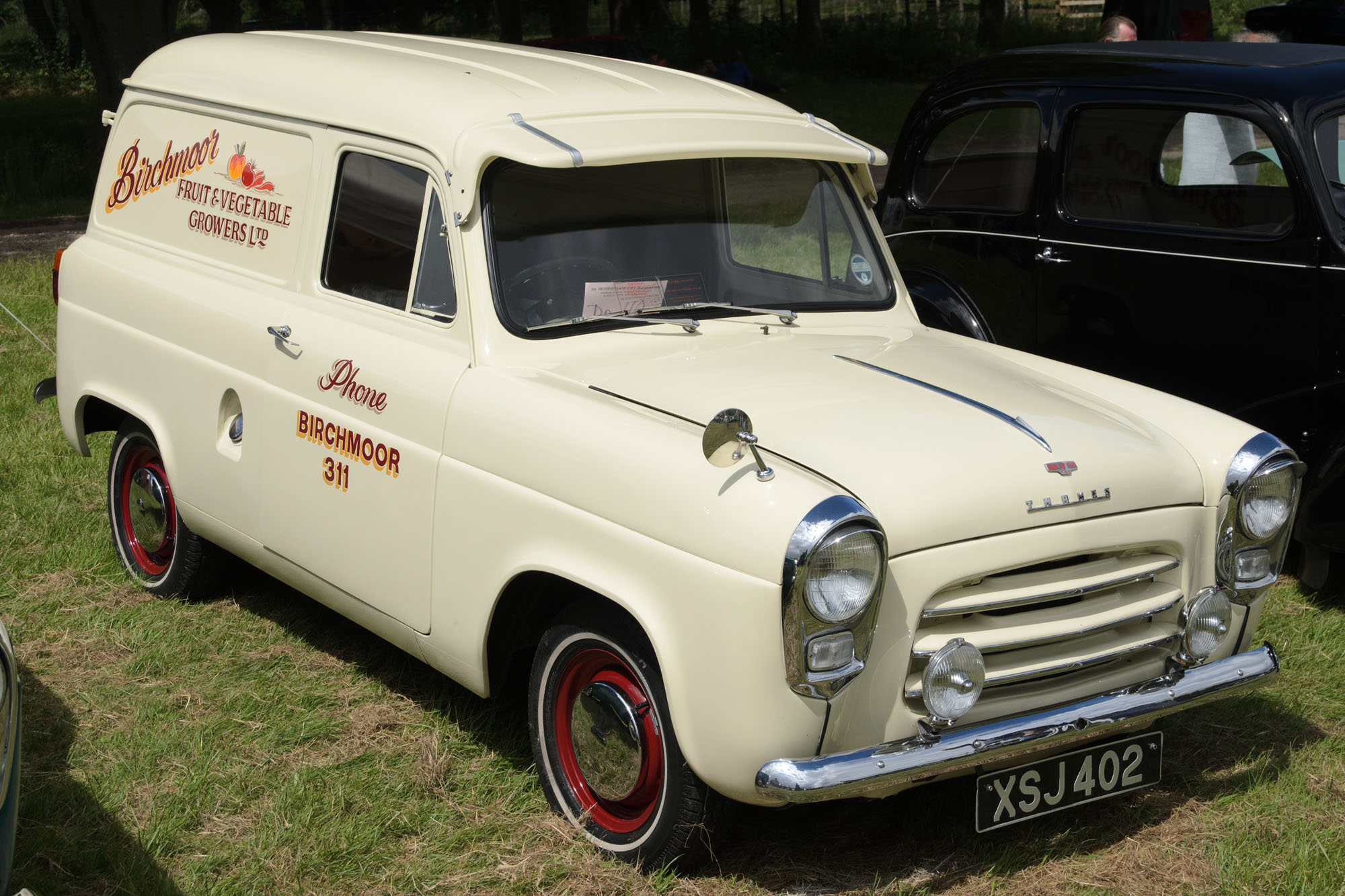
Ford Thames 300E

Tussen 1936 en 1949 werden al voertuigen met de naam Ford Thames aangeboden, vanaf 1957 was dit de enige merknaam die gebruikt werd voor Ford of Britain's commerciële voertuigen. Dit duurde tot 1965, waarna het Thames gedeelte uit de naam verdween en de voertuigen simpelweg als Ford werden aangeduid.

## Lijst van voertuigen
Hieronder volgt een incomplete lijst van modellen:
- Ford/Fordson Thames E4
- Ford/Fordson Thames E83W
- Ford/Fordson Thames 7V
- Fordson Thames ET
- Ford Thames Trader
- Ford Thames 300E
- Ford Thames 307E

## Productie in andere landen

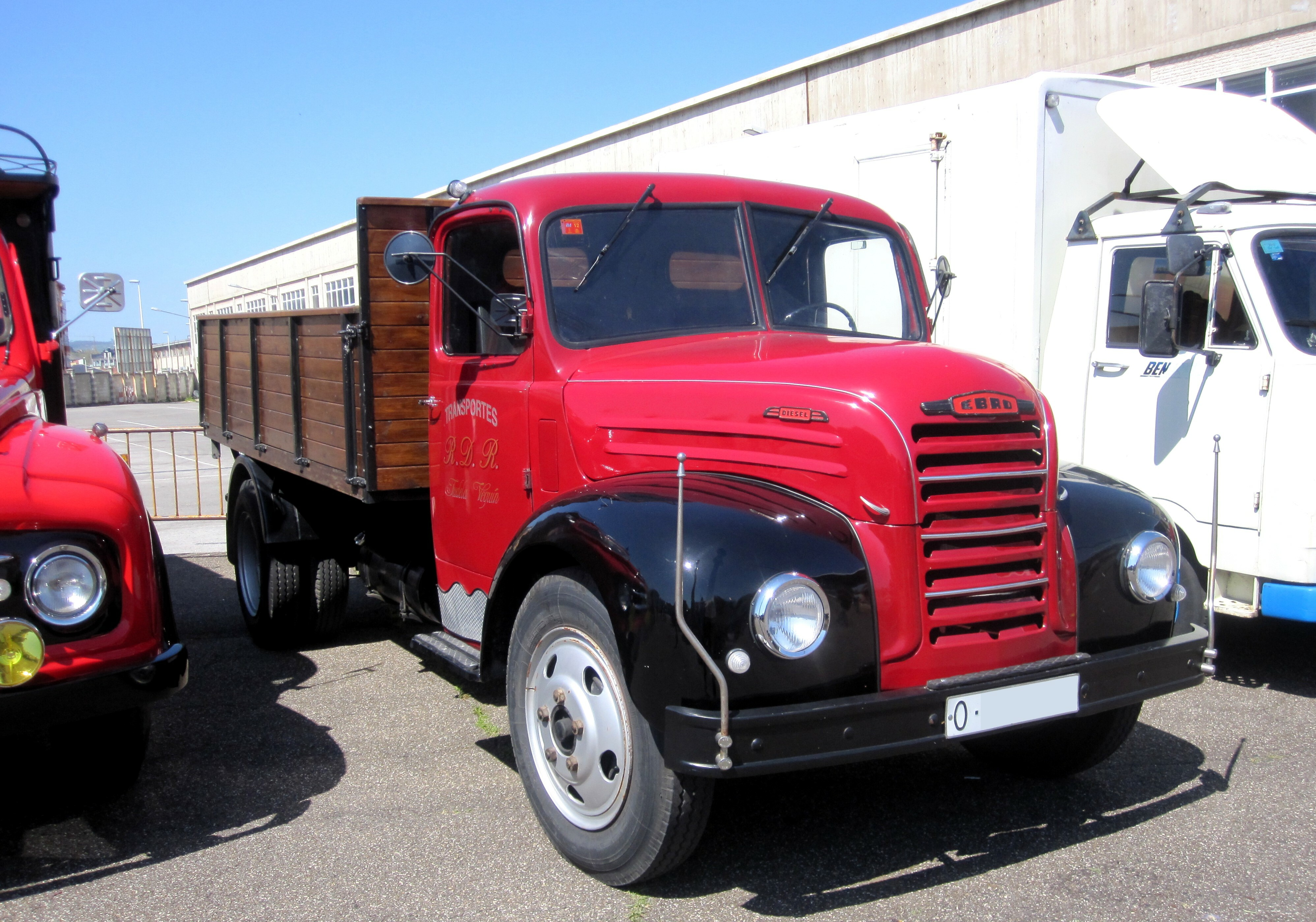
Ebro Serie B

Het Franse Matford produceerde een versie van de 7V als Matford F917WS. Deze werd na de Tweede Wereldoorlog fors gewijzigd en als Ford Cargo F798WM (niet te verwarren met de latere Ford Cargo) op de markt gebracht. Ford zou later deze fabriek aan Simca verkopen en kwam zo in handen van Unic.  Unic werd in de jaren '70 opgenomen in Iveco, waarna Iveco in de jaren '80 ook de Britse Ford vrachtwagenfabriek overnam.
Het Spaanse Ebro was opgericht als een Spaanse afdeling van Ford. Na de Tweede Wereldoorlog produceerde de Ford Thames onder eigen naam als de Ebro. Ebro is ook een rivier, net zoals de Thames.
Het werd ook geassembleerd in Ford-fabrieken in andere landen, zoals Rhodesië en Turkije.